# Церква святого архистратига Михаїла (Бедриківці)
Церква святого архистратига Михаїла в Бедриківцях — парафія і храм Заліщицького благочиння Тернопільської єпархії Православної церкви України в селі Бедриківці Чортківського району Тернопільської области.
Оголошена пам'яткою архітектури місцевого значення (охоронний номер 485).

## Історія церкви
Перший храм у селі був звичайною хатою під солом'яною стріхою, збудованою у 1707 році. У 1833 році звели нову церкву. Національний музей у Львові імені Андрея Шептицького зберігає відомості про бедриківський храм 1707 року, який належав пану Яну Потоцькому.
На вівтарі храму були ківорій, гробниця, олов'яні мирниці, антимінс (чотирикутна хустина з зображенням Ісуса Христа та частками мощей) та олов'яна чаша. На жаль, ці предмети до наших днів не збереглися. Також для церкви були куплені два дзвони вартістю 9 талерів.

## Парохи
- о. Василь Вирозуб.